# Aunay-sous-Auneau
Aunay-sous-Auneau é uma comuna francesa na região administrativa do Centro, no departamento Eure-et-Loir. Estende-se por uma área de 19,36 km². Em 2010 a comuna tinha 1 528 habitantes (densidade: 78,9 hab./km²).